# Convergência Socialista
A Convergência Socialista (CS) foi uma organização trotskista brasileira, ligada à Liga Internacional dos Trabalhadores - Quarta Internacional (LIT-QI), organização internacional dirigida por Nahuel Moreno. A CS existiu no Brasil entre 1978 e 1992.

## Antecedentes
Em 1978, os militantes da organização clandestina Liga Operária propõem a formação de um amplo movimento socialista no Brasil, com objetivo de reunir os socialistas brasileiros, num movimento massivo para participar aberta e legalmente da vida política brasileira. Começa a se articular assim o Movimento Convergência Socialista (MCS), que consegue reunir alguns dos velhos militantes socialistas brasileiros, mas não atrai outros setores organizados da luta clandestina. A Liga Operária passa a se chamar Partido Socialista dos Trabalhadores (PST), organização de quadros, clandestina, que integra este Movimento.
Em 19 de agosto de 1978 realiza-se a primeira convenção nacional do MCS, esta convenção nacional reúne mais de 300 delegados, de oito estados, e 1.200 presentes, seria o primeiro partido de esquerda legalizado no Brasil, durante a ditadura militar pós 1964.
No dia 21 de agosto, três dias depois da convenção, 24 militantes da Convergência Socialista, todos da Liga Operária, são enquadrados na Lei de Segurança Nacional e mantidos presos durante todo o segundo semestre. Entre eles o argentino Nahuel Moreno. A campanha internacional pela libertação dos militantes, que inclui uma greve de fome no Brasil, mobiliza o movimento estudantil e tem repercussão internacional, com mensagens pela libertação dos presos, como a do escritor Gabriel García Márquez.

## PST e o Movimento por um Partido dos Trabalhadores

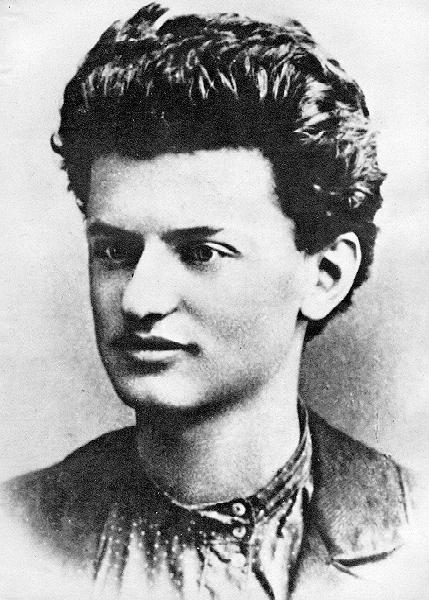
Lev Davidovich Bronshtein, Leon Trotsky, em 1897

Durante o X Congresso dos metalúrgicos do Estado de São Paulo, em Lins, de 22 a 27 de janeiro de 1979, José Maria de Almeida, ativista do Sindicato dos Metalúrgicos de Santo André e militante da CS, propõe um manifesto chamando "todos os trabalhadores brasileiros a unir-se na construção de seu partido, o Partido dos Trabalhadores". A moção é aprovada. Em março de 1979 explode a primeira greve dos metalúrgicos do ABC e do interior paulista.
Frente a este fato, em junho/agosto de 1979, face a constatação de que a Convergência Socialista era basicamente formada tão somente pelos militantes do PST e com a ascensão do movimento dos trabalhadores no Brasil, o PST decide se dissolver como partido ilegal e integrar-se a Convergência Socialista, que existia ainda como associação civil e, ao mesmo tempo, iniciar a luta por um partido de massas que seria formado por trabalhadores e sindicalistas.

## Partido dos Trabalhadores
Com as greves operárias e sindicais inicia-se um novo processo de organização política, com vários sindicalistas de todo o país se organizando naquele que seria o Partido dos Trabalhadores. A Convergência Socialista inicia, a partir de 1981, um período em que atuará como um partido legalizado (MCS) e ao mesmo tempo era uma tendência interna do Partido dos Trabalhadores.
Em 1992, durante a mobilização nacional pelo impeachment de Fernando Collor de Mello, conhecido como Fora Collor, a maioria da Convergência Socialista faz campanha aberta pela realização imediata de novas eleições presidenciais, contrariando a diretiva do PT, o que levou à sua expulsão. Após sua saída, junto com o Partido da Libertação Proletária e outros setores descontentes do PT, fundam o Partido Revolucionário dos Trabalhadores, que depois muda o seu nome para Partido Socialista dos Trabalhadores Unificado.
Nesta época um setor minoritário da Convergência Socialista entende que não era o momento de deixar o PT, assim foi contra a adoção de ações que, segundo este setor, apenas forçavam a própria expulsão do partido. Este rompe com a Convergência Socialista nesse mesmo contexto, permanecendo no Partido dos Trabalhadores e fundando a Corrente Socialista dos Trabalhadores (CST). Esta deixaria o PT onze anos mais tarde, em 2003 após seu deputado Babá votar contra a Reforma da Previdência, sendo expulso do PT. Após sua expulsão, a CST começa a integrar um movimento nacional pela formação de um novo partido socialista no Brasil que fosse oposição de esquerda ao governo Lula. Dando origem ao Partido Socialismo e Liberdade (PSOL), no qual a CST passa a atuar como tendência interna.